# GeoNames

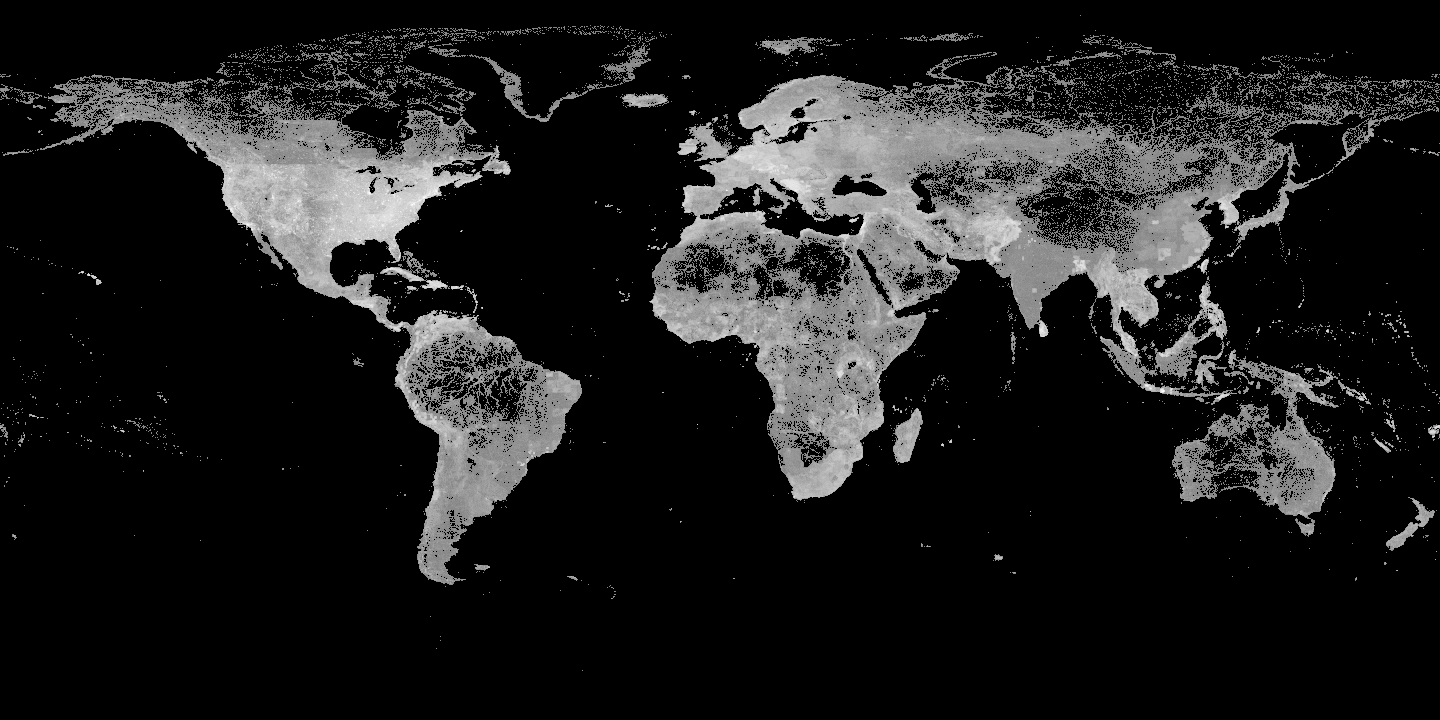
Az adatok területi lefedettsége 2006-ban

A GeoNames felhasználók által is szerkeszthető, a Creative Commons Nevezd meg! licence alatt közzétett földrajzi adatbázis, amely 2005-ben indult.
A szolgáltatás nem azonos az Amerikai Egyesült Államok szövetségi kormánya által üzemeltetett GEOnet Names Serverrel, de használ onnan származó adatokat is.

## Adatbázis
Az adatbázisban a több mint 11,8 millió elemhez kapcsolódóan huszonötmillió földrajzi név szerepel. Az elemek kilenc osztályba, ezeken belül pedig 645 alkategóriába vannak sorolva; a bejegyzések a különféle nyelvű elnevezéseken kívül a földrajzi koordinátát, a tengerszint feletti magasságot, a közigazgatási egységet és az irányítószámokat is tartalmazzák. A koordináták a World Geodetic System 1984-es szabványa szerint vannak megadva.
Az adatok a webfelületen és letölthető adatbázis formájában is ingyenesen elérhetőek.

## Felület
Az adatok különféle nyilvános forrásokból származnak, amit a felhasználók wikifelület használatával javíthatnak és bővíthetnek.

## Szemantikusweb-integráció
A GeoNames-elemek egy stabil URI által biztosított webes erőforrásként jelennek meg, amely hozzáférést biztosít a webes felülethez, vagy a GeoNames-ontológiát használó RDF-leíráshoz. Az ontológia a tulajdonságokat a WOL, a kategóriákat pedig a SKOS nyelvvel írja le. Az RDF-leírásokban hivatkozott Wikipédia-cikkek URL-címén keresztül a GeoNames-adatok összekapcsolódnak a DBpedia-adatokkal és más kapcsolt RDF-adatokkal.

## Megbízhatóság
Más crowdsourcing platformokhoz hasonlóan a GeoNamesen is közzétehető hamis információ, amely a ritkán látogatott elemeknél hosszabb ideig is észrevétlen maradhat. Dirk Ahlers szerint a pontatlanságok az alábbi kategóriákba eshetnek: a koordináták szemcsézettségének csökkenése (pl. egyes esetekben a csonkítás és az alacsony felbontású geokódolás miatt), helytelen funkciókódok, közel azonos helyek, valamint a kijelölt országon kívüli helyek elhelyezése. E pontatlanságok manuális javítása (az adatbázis mérete miatt) fárasztó és hibakockázatos, és szakértőket igényelhet.
A szakirodalomban kevés megoldás található az automatikus javításra. Singh és Rafiei ezek hatékonyságát vizsgálta; a határinformáció kiszámítása segíthet a rossz szülőobjektum (tartomány, ország) alá helyezés kiszűrésében. A tanulmány szerint a kilencven százalékos pontossággal végrehajtott automatikus áthelyezések húsz százalékkal javíthatják az adatbázis megbízhatóságát.

## Fordítás
- Ez a szócikk részben vagy egészben  a   GeoNames című angol Wikipédia-szócikk ezen változatának fordításán alapul.  Az eredeti cikk szerkesztőit annak laptörténete sorolja fel. Ez a jelzés csupán a megfogalmazás eredetét és a szerzői jogokat jelzi, nem szolgál a cikkben szereplő információk forrásmegjelöléseként.